# StarDance …když hvězdy tančí (4. řada)
Čtvrtá řada StarDance …když hvězdy tančí, taneční televizní show, měla premiéru na programu ČT1 veřejnoprávní České televize v sobotu 30. října 2010 a skončila 18. prosince 2010. Moderátory byli Marek Eben a Tereza Kostková.
Vítěznou dvojicí se stali herec Pavel Kříž a Alice Stodůlková, druhé místo získali zpěvačka Aneta Langerová s Michalem Kurtišem, třetí skončili zpěvačka Monika Absolonová s Václavem Masarykem.

## Moderátoři a porota
Moderátorskou dvojicí byly Marek Eben a Tereza Kostková. Roli porotců si z předchozí řady zopakovali Zdeněk Chlopčík a Tatiana Drexler, poprvé se představili Petra Tirpák Kostovčíková, která v první řadě tančila s Václavem Vydrou, a Petr Zuska. Hlas, který zval moderátory a taneční páry na parket a uváděl porotce při známkování, patřil Otakaru Brouskovi st.

## Hudba
O hudební doprovod ve IV. řadě StarDance se postaral MoonDance Orchestra Martina Kumžáka. Zpěvem doprovázeli tanečníky Naďa Wepperová, Dasha, Michal Cerman a Dušan Kollár.  Při úvodních představováních tanečních párů zaznívala píseň „Got to Be Real“ od Cheryl Lynn. O úvodní předtančení a ukázky soutěžních tanců se postarala taneční skupina Dance2xs.

## Soutěžící
| Pořadí | Celebrita         | Povolání celebrity | Profesionální tanečník | Výsledek |
| ------ | ----------------- | ------------------ | ---------------------- | -------- |
| SD 1   | Pavel Kříž        | herec              | Alice Stodůlková       | 1. místo |
| SD 6   | Aneta Langerová   | zpěvačka           | Michal Kurtiš          | 2. místo |
| SD 2   | Monika Absolonová | zpěvačka           | Václav Masaryk         | 3. místo |
| SD 3   | Saša Rašilov      | herec              | Karolína Majerníková   | 4. místo |
| SD 7   | Jitka Čvančarová  | herečka            | Lukáš Hojdan           | 5. místo |
| SD 4   | Filip Sajler      | kuchař             | Veronika Šmiková       | 6. místo |
| SD 8   | Alexander Hemala  | moderátor          | Jitka Šorfová          | 7. místo |
| SD 5   | Veronika Žilková  | herečka            | Marek Dědík            | 8. místo |

## Bodování
|  | nejvyšší body poroty |  | vyřazení ze soutěže |  | nejvyšší body poroty a zároveň vyřazení ze soutěže |

Porotci rozhodovali pomocí bodování a diváci SMS zprávami.
| Pár                  | Výsledek    | Bodování poroty v tanečních večerech | Bodování poroty v tanečních večerech | Bodování poroty v tanečních večerech | Bodování poroty v tanečních večerech | Bodování poroty v tanečních večerech | Bodování poroty v tanečních večerech | Bodování poroty v tanečních večerech | Bodování poroty v tanečních večerech |
| Pár                  | Výsledek    | 1.                                   | 2.                                   | 3.                                   | 4.                                   | 5.                                   | 6.                                   | 7.                                   | 8.                                   |
| -------------------- | ----------- | ------------------------------------ | ------------------------------------ | ------------------------------------ | ------------------------------------ | ------------------------------------ | ------------------------------------ | ------------------------------------ | ------------------------------------ |
| Pavel Kříž           | 1. místo    | 25                                   | 24                                   | 30                                   | 22                                   | 35                                   | 29 + 30 = 59                         | 33 + 34 = 67                         | 39 + 40 + 39 = 118                   |
| Alice Stodůlková     | 1. místo    | 25                                   | 24                                   | 30                                   | 22                                   | 35                                   | 29 + 30 = 59                         | 33 + 34 = 67                         | 39 + 40 + 39 = 118                   |
| Aneta Langerová      | 2. místo    | 22                                   | 23                                   | 34                                   | 25                                   | 28                                   | 28 + 35 = 63                         | 34 + 34 = 68                         | 40 + 36 + 38 = 114                   |
| Michal Kurtiš        | 2. místo    | 22                                   | 23                                   | 34                                   | 25                                   | 28                                   | 28 + 35 = 63                         | 34 + 34 = 68                         | 40 + 36 + 38 = 114                   |
| Monika Absolonová    | 3. místo    | 26                                   | 30                                   | 32                                   | 32                                   | 35                                   | 32 + 38 = 70                         | 40 + 33 = 73                         | —                                    |
| Václav Masaryk       | 3. místo    | 26                                   | 30                                   | 32                                   | 32                                   | 35                                   | 32 + 38 = 70                         | 40 + 33 = 73                         | —                                    |
| Saša Rašilov         | 4. místo    | 21                                   | 23                                   | 26                                   | 27                                   | 23                                   | 30 + 37 = 67                         | —                                    | —                                    |
| Karolína Majerníková | 4. místo    | 21                                   | 23                                   | 26                                   | 27                                   | 23                                   | 30 + 37 = 67                         | —                                    | —                                    |
| Jitka Čvančarová     | 5. místo    | 22                                   | 18                                   | 30                                   | 31                                   | 32                                   | —                                    | —                                    | —                                    |
| Lukáš Hojdan         | 5. místo    | 22                                   | 18                                   | 30                                   | 31                                   | 32                                   | —                                    | —                                    | —                                    |
| Filip Sajler         | 6. místo    | 16                                   | 12                                   | 17                                   | 21                                   | —                                    | —                                    | —                                    | —                                    |
| Veronika Šmiková     | 6. místo    | 16                                   | 12                                   | 17                                   | 21                                   | —                                    | —                                    | —                                    | —                                    |
| Alexander Hemala     | 7. místo    | 19                                   | 17                                   | 21                                   | —                                    | —                                    | —                                    | —                                    | —                                    |
| Jitka Šorfová        | 7. místo    | 19                                   | 17                                   | 21                                   | —                                    | —                                    | —                                    | —                                    | —                                    |
| Veronika Žilková     | 8. místo    | 20                                   | 18                                   | —                                    | —                                    | —                                    | —                                    | —                                    | —                                    |
| Marek Dědík          | 8. místo    | 20                                   | 18                                   | —                                    | —                                    | —                                    | —                                    | —                                    | —                                    |
| Celkem               | Celkem      | 171                                  | 165                                  | 190                                  | 158                                  | 153                                  | 259                                  | 208                                  | 232                                  |
| Průměr               | Průměr      | 21,4                                 | 20,6                                 | 27,1                                 | 26,3                                 | 30,6                                 | 32,4                                 | 34,7                                 | 38,7                                 |
| Párů v kole          | Párů v kole | 8                                    | 8                                    | 7                                    | 6                                    | 5                                    | 4                                    | 3                                    | 2                                    |

## Taneční večery

### 1. díl (30. října 2010)
Během prvního večera se tančila cha-cha a waltz. Žádný z párů soutěž neopustil a body od poroty měly pouze informativní charakter.
Závěrečnou písní 1. večera byla píseň „Celebration“ od skupiny Kool & the Gang.
| P  | Pár    | Pár                  | Tanec   | Hudba                                                        | Body  | Body    | Body         | Body     | Body   |
| P  | Pár    | Pár                  | Tanec   | Hudba                                                        | Zuska | Drexler | Kostovčíková | Chlopčík | Celkem |
| -- | ------ | -------------------- | ------- | ------------------------------------------------------------ | ----- | ------- | ------------ | -------- | ------ |
| 1. | STAR 1 | Pavel Kříž           | cha-cha | „Black or White“ (Michael Jackson)                           | 7     | 6       | 6            | 6        | 25     |
| 1. | STAR 1 | Alice Stodůlková     | cha-cha | „Black or White“ (Michael Jackson)                           | 7     | 6       | 6            | 6        | 25     |
| 2. | STAR 2 | Monika Absolonová    | waltz   | „Who Would Imagine a King“ (Whitney Houston/Kazatelova žena) | 6     | 6       | 7            | 7        | 26     |
| 2. | STAR 2 | Václav Masaryk       | waltz   | „Who Would Imagine a King“ (Whitney Houston/Kazatelova žena) | 6     | 6       | 7            | 7        | 26     |
| 3. | STAR 3 | Saša Rašilov         | cha-cha | „I Need to Know“ (Marc Anthony)                              | 6     | 5       | 5            | 5        | 21     |
| 3. | STAR 3 | Karolína Majerníková | cha-cha | „I Need to Know“ (Marc Anthony)                              | 6     | 5       | 5            | 5        | 21     |
| 4. | STAR 4 | Filip Sajler         | waltz   | „With You I'm Born Again“ (Billy Preston & Syreeta Wright)   | 4     | 4       | 4            | 4        | 16     |
| 4. | STAR 4 | Veronika Šmiková     | waltz   | „With You I'm Born Again“ (Billy Preston & Syreeta Wright)   | 4     | 4       | 4            | 4        | 16     |
| 5. | STAR 5 | Veronika Žilková     | cha-cha | „Honey“ (Tina Karol)                                         | 5     | 5       | 5            | 5        | 20     |
| 5. | STAR 5 | Marek Dědík          | cha-cha | „Honey“ (Tina Karol)                                         | 5     | 5       | 5            | 5        | 20     |
| 6. | STAR 6 | Aneta Langerová      | waltz   | „Horchat hai caliptus“ (Ishtar)                              | 6     | 5       | 6            | 5        | 22     |
| 6. | STAR 6 | Michal Kurtiš        | waltz   | „Horchat hai caliptus“ (Ishtar)                              | 6     | 5       | 6            | 5        | 22     |
| 7. | STAR 7 | Jitka Čvančarová     | cha-cha | „Ghostbusters“ (Ray Parker Jr./Krotitelé duchů)              | 5     | 6       | 6            | 5        | 22     |
| 7. | STAR 7 | Lukáš Hojdan         | cha-cha | „Ghostbusters“ (Ray Parker Jr./Krotitelé duchů)              | 5     | 6       | 6            | 5        | 22     |
| 8. | STAR 8 | Alexander Hemala     | waltz   | „You Light Up My Life“ (Kasey Cisyk)                         | 6     | 4       | 5            | 4        | 19     |
| 8. | STAR 8 | Jitka Šorfová        | waltz   | „You Light Up My Life“ (Kasey Cisyk)                         | 6     | 4       | 5            | 4        | 19     |

### 2. díl (6. listopadu 2010)
Druhý večer tančily páry rumbu a quickstep a poprvé se vyřazovalo.
Veronika Žilková a Marek Dědík se rozloučily se soutěží tancem na píseň „One More Chance“ od Madonny.
| P  | Pár    | Pár                  | Tanec     | Hudba                                                | Body  | Body    | Body         | Body     | Body   |
| P  | Pár    | Pár                  | Tanec     | Hudba                                                | Zuska | Drexler | Kostovčíková | Chlopčík | Celkem |
| -- | ------ | -------------------- | --------- | ---------------------------------------------------- | ----- | ------- | ------------ | -------- | ------ |
| 1. | STAR 8 | Alexander Hemala     | rumba     | „Somethin' Stupid“ (Robbie Williams & Nicole Kidman) | 5     | 4       | 4            | 4        | 17     |
| 1. | STAR 8 | Jitka Šorfová        | rumba     | „Somethin' Stupid“ (Robbie Williams & Nicole Kidman) | 5     | 4       | 4            | 4        | 17     |
| 2. | STAR 7 | Jitka Čvančarová     | quickstep | „Bye Bye Love“ (Ray Charles)                         | 5     | 5       | 3            | 5        | 18     |
| 2. | STAR 7 | Lukáš Hojdan         | quickstep | „Bye Bye Love“ (Ray Charles)                         | 5     | 5       | 3            | 5        | 18     |
| 3. | STAR 6 | Aneta Langerová      | rumba     | „Almaz“ (Randy Crawford)                             | 6     | 5       | 6            | 6        | 23     |
| 3. | STAR 6 | Michal Kurtiš        | rumba     | „Almaz“ (Randy Crawford)                             | 6     | 5       | 6            | 6        | 23     |
| 4. | STAR 5 | Veronika Žilková     | quickstep | „When the Saints Go Marching In“ (Louis Armstrong)   | 6     | 4       | 4            | 4        | 18     |
| 4. | STAR 5 | Marek Dědík          | quickstep | „When the Saints Go Marching In“ (Louis Armstrong)   | 6     | 4       | 4            | 4        | 18     |
| 5. | STAR 4 | Filip Sajler         | rumba     | „Halo“ (Beyoncé)                                     | 3     | 3       | 3            | 3        | 12     |
| 5. | STAR 4 | Veronika Šmiková     | rumba     | „Halo“ (Beyoncé)                                     | 3     | 3       | 3            | 3        | 12     |
| 6. | STAR 3 | Saša Rašilov         | quickstep | „Déjà Vu“ (Beyoncé)                                  | 8     | 5       | 5            | 5        | 23     |
| 6. | STAR 3 | Karolína Majerníková | quickstep | „Déjà Vu“ (Beyoncé)                                  | 8     | 5       | 5            | 5        | 23     |
| 7. | STAR 2 | Monika Absolonová    | rumba     | „If I Were a Boy“ (Beyoncé)                          | 7     | 7       | 8            | 8        | 30     |
| 7. | STAR 2 | Václav Masaryk       | rumba     | „If I Were a Boy“ (Beyoncé)                          | 7     | 7       | 8            | 8        | 30     |
| 8. | STAR 1 | Pavel Kříž           | quickstep | „The Way to Your Heart“ (Soulsister)                 | 8     | 6       | 5            | 5        | 24     |
| 8. | STAR 1 | Alice Stodůlková     | quickstep | „The Way to Your Heart“ (Soulsister)                 | 8     | 6       | 5            | 5        | 24     |

### 3. díl (13. listopadu 2010)
Třetí večer se tančil tango a jive.
Alexander Hemala a Jitka Šorfová se rozloučily se soutěží tancem na píseň „Wish You Were Here“ od skupiny Pink Floyd.
| P  | Pár    | Pár                  | Tanec | Hudba                                                  | Body  | Body    | Body         | Body     | Body   |
| P  | Pár    | Pár                  | Tanec | Hudba                                                  | Zuska | Drexler | Kostovčíková | Chlopčík | Celkem |
| -- | ------ | -------------------- | ----- | ------------------------------------------------------ | ----- | ------- | ------------ | -------- | ------ |
| 1. | STAR 4 | Filip Sajler         | tango |                                                        | 4     | 4       | 5            | 4        | 17     |
| 1. | STAR 4 | Veronika Šmiková     | tango |                                                        | 4     | 4       | 5            | 4        | 17     |
| 2. | STAR 3 | Saša Rašilov         | jive  | „Jailhouse Rock“ (Elvis Presley)                       | 6     | 6       | 7            | 7        | 26     |
| 2. | STAR 3 | Karolína Majerníková | jive  | „Jailhouse Rock“ (Elvis Presley)                       | 6     | 6       | 7            | 7        | 26     |
| 3. | STAR 2 | Monika Absolonová    | tango | „James Bond Theme“ (Monty Norman)                      | 8     | 9       | 8            | 7        | 32     |
| 3. | STAR 2 | Václav Masaryk       | tango | „James Bond Theme“ (Monty Norman)                      | 8     | 9       | 8            | 7        | 32     |
| 4. | STAR 1 | Pavel Kříž           | jive  | „Do You Love Me“ (The Contours)                        | 8     | 7       | 7            | 8        | 30     |
| 4. | STAR 1 | Alice Stodůlková     | jive  | „Do You Love Me“ (The Contours)                        | 8     | 7       | 7            | 8        | 30     |
| 5. | STAR 8 | Alexander Hemala     | tango | „The Pink Panther Theme“ (Henry Mancini/Růžový panter) | 5     | 5       | 6            | 5        | 21     |
| 5. | STAR 8 | Jitka Šorfová        | tango | „The Pink Panther Theme“ (Henry Mancini/Růžový panter) | 5     | 5       | 6            | 5        | 21     |
| 6. | STAR 7 | Jitka Čvančarová     | jive  | „Proud Mary“ (Tina Turner)                             | 7     | 8       | 8            | 7        | 30     |
| 6. | STAR 7 | Lukáš Hojdan         | jive  | „Proud Mary“ (Tina Turner)                             | 7     | 8       | 8            | 7        | 30     |
| 7. | STAR 6 | Aneta Langerová      | tango | „Tanguera“ (Sexteto Mayor)                             | 8     | 8       | 8            | 10       | 34     |
| 7. | STAR 6 | Michal Kurtiš        | tango | „Tanguera“ (Sexteto Mayor)                             | 8     | 8       | 8            | 10       | 34     |

### 4. díl (20. listopadu 2010)
Čtvrtý večer tančily páry paso doble a slowfox.
Filip Sajler a Veronika Šmiková se rozloučily se soutěží tancem na píseň „Eternity“ od Robbieho Williamse.
| P  | Pár    | Pár                  | Tanec      | Hudba                                                           | Body  | Body    | Body         | Body     | Body   |
| P  | Pár    | Pár                  | Tanec      | Hudba                                                           | Zuska | Drexler | Kostovčíková | Chlopčík | Celkem |
| -- | ------ | -------------------- | ---------- | --------------------------------------------------------------- | ----- | ------- | ------------ | -------- | ------ |
| 1. | STAR 6 | Aneta Langerová      | paso doble | „Paso Royale“                                                   | 6     | 7       | 7            | 5        | 25     |
| 1. | STAR 6 | Michal Kurtiš        | paso doble | „Paso Royale“                                                   | 6     | 7       | 7            | 5        | 25     |
| 2. | STAR 1 | Pavel Kříž           | slowfox    | „You Make Me Feel So Young“ (Frank Sinatra)                     | 7     | 5       | 6            | 4        | 22     |
| 2. | STAR 1 | Alice Stodůlková     | slowfox    | „You Make Me Feel So Young“ (Frank Sinatra)                     | 7     | 5       | 6            | 4        | 22     |
| 3. | STAR 4 | Filip Sajler         | paso doble | „Canción del Mariachi“ (Los Lobos & Antonio Banderas/Desperado) | 5     | 5       | 5            | 6        | 21     |
| 3. | STAR 4 | Veronika Šmiková     | paso doble | „Canción del Mariachi“ (Los Lobos & Antonio Banderas/Desperado) | 5     | 5       | 5            | 6        | 21     |
| 4. | STAR 7 | Jitka Čvančarová     | slowfox    | „Sunny“ (Bobby Hebb)                                            | 8     | 6       | 8            | 9        | 31     |
| 4. | STAR 7 | Lukáš Hojdan         | slowfox    | „Sunny“ (Bobby Hebb)                                            | 8     | 6       | 8            | 9        | 31     |
| 5. | STAR 2 | Monika Absolonová    | paso doble | „Don't Let Me Be Misunderstood“ (Klaus Hallen Tanzorchester)    | 7     | 8       | 8            | 9        | 32     |
| 5. | STAR 2 | Václav Masaryk       | paso doble | „Don't Let Me Be Misunderstood“ (Klaus Hallen Tanzorchester)    | 7     | 8       | 8            | 9        | 32     |
| 6. | STAR 3 | Saša Rašilov         | slowfox    | „Nasty Naughty Boy“ (Christina Aguilera)                        | 7     | 6       | 7            | 7        | 27     |
| 6. | STAR 3 | Karolína Majerníková | slowfox    | „Nasty Naughty Boy“ (Christina Aguilera)                        | 7     | 6       | 7            | 7        | 27     |

### 5. díl (27. listopadu 2010)
Pátý večer se nesl ve znamení jediného soutěžního tance, a to latinskoamerické samby. Ve druhé části večera si páry připravily společnou choreografii a zatančili salsu na píseň „Mi Tierra“ od Glorie Estefan. Tento tanec porota nehodnotila body, ale jen slovně.
Jitka Čvančarová a Lukáš Hojdan se rozloučili se soutěží tancem na píseň „Je t'aime“ od Lary Fabian.
| P  | Pár    | Pár                  | Tanec | Hudba                          | Body  | Body    | Body         | Body     | Body   |
| P  | Pár    | Pár                  | Tanec | Hudba                          | Zuska | Drexler | Kostovčíková | Chlopčík | Celkem |
| -- | ------ | -------------------- | ----- | ------------------------------ | ----- | ------- | ------------ | -------- | ------ |
| 1. | STAR 3 | Saša Rašilov         | samba | „Mi Chica“ (Sarbel)            | 6     | 6       | 6            | 5        | 23     |
| 1. | STAR 3 | Karolína Majerníková | samba | „Mi Chica“ (Sarbel)            | 6     | 6       | 6            | 5        | 23     |
| 2. | STAR 7 | Jitka Čvančarová     | samba | „Whenever, Wherever“ (Shakira) | 8     | 7       | 8            | 9        | 32     |
| 2. | STAR 7 | Lukáš Hojdan         | samba | „Whenever, Wherever“ (Shakira) | 8     | 7       | 8            | 9        | 32     |
| 3. | STAR 1 | Pavel Kříž           | samba | „Conga“ (Gloria Estefan)       | 9     | 9       | 8            | 9        | 35     |
| 3. | STAR 1 | Alice Stodůlková     | samba | „Conga“ (Gloria Estefan)       | 9     | 9       | 8            | 9        | 35     |
| 4. | STAR 6 | Aneta Langerová      | samba | „Hey Baby“ (No Doubt)          | 7     | 7       | 8            | 6        | 28     |
| 4. | STAR 6 | Michal Kurtiš        | samba | „Hey Baby“ (No Doubt)          | 7     | 7       | 8            | 6        | 28     |
| 5. | STAR 2 | Monika Absolonová    | samba | „María“ (Ricky Martin)         | 9     | 8       | 9            | 9        | 35     |
| 5. | STAR 2 | Václav Masaryk       | samba | „María“ (Ricky Martin)         | 9     | 8       | 9            | 9        | 35     |

### 6. díl (4. prosince 2010)
Šestý večer zatančit každý pár dva tance, jeden standardní a jeden latinskoamerický. Ve 2. části večera zatančila taneční skupina Dance2xs na píseň „The Boy Does Nothing“ od Aleshy Dixon.
Saša Rašilov a Karolína Majerníková se rozloučily se soutěží tancem na píseň „When All Is Said and Done“ od skupiny ABBA.
| P  | Pár    | Pár                  | Tanec      | Hudba                                        | Body  | Body    | Body         | Body     | Body   |
| P  | Pár    | Pár                  | Tanec      | Hudba                                        | Zuska | Drexler | Kostovčíková | Chlopčík | Celkem |
| -- | ------ | -------------------- | ---------- | -------------------------------------------- | ----- | ------- | ------------ | -------- | ------ |
| 1. | STAR 2 | Monika Absolonová    | jive       | „Hound Dog“ (Elvis Presley)                  | 8     | 8       | 8            | 8        | 32     |
| 1. | STAR 2 | Václav Masaryk       | jive       | „Hound Dog“ (Elvis Presley)                  | 8     | 8       | 8            | 8        | 32     |
| 2. | STAR 3 | Saša Rašilov         | waltz      | „Tá 'mé Mo Shuí“ (Clannad)                   | 8     | 7       | 9            | 6        | 30     |
| 2. | STAR 3 | Karolína Majerníková | waltz      | „Tá 'mé Mo Shuí“ (Clannad)                   | 8     | 7       | 9            | 6        | 30     |
| 3. | STAR 6 | Aneta Langerová      | jive       | „Great Balls of Fire“ (Jerry Lee Lewis)      | 8     | 7       | 7            | 6        | 28     |
| 3. | STAR 6 | Michal Kurtiš        | jive       | „Great Balls of Fire“ (Jerry Lee Lewis)      | 8     | 7       | 7            | 6        | 28     |
| 4. | STAR 1 | Pavel Kříž           | waltz      | „If You Don't Know Me by Now“ (Simply Red)   | 7     | 8       | 7            | 7        | 29     |
| 4. | STAR 1 | Alice Stodůlková     | waltz      | „If You Don't Know Me by Now“ (Simply Red)   | 7     | 8       | 7            | 7        | 29     |
| 5. | STAR 2 | Monika Absolonová    | slowfox    | „Wade in the Water“ (Eva Cassidy)            | 10    | 9       | 9            | 10       | 38     |
| 5. | STAR 2 | Václav Masaryk       | slowfox    | „Wade in the Water“ (Eva Cassidy)            | 10    | 9       | 9            | 10       | 38     |
| 6. | STAR 3 | Saša Rašilov         | paso doble | „España Cañí“ (Pascual Marquina Narro)       | 8     | 10      | 10           | 9        | 37     |
| 6. | STAR 3 | Karolína Majerníková | paso doble | „España Cañí“ (Pascual Marquina Narro)       | 8     | 10      | 10           | 9        | 37     |
| 7. | STAR 6 | Aneta Langerová      | slowfox    | „Don't Worry, Be Happy“ (Bobby McFerrin)     | 9     | 7       | 9            | 10       | 35     |
| 7. | STAR 6 | Michal Kurtiš        | slowfox    | „Don't Worry, Be Happy“ (Bobby McFerrin)     | 9     | 7       | 9            | 10       | 35     |
| 8. | STAR 1 | Pavel Kříž           | paso doble | „They Don't Care About Us“ (Michael Jackson) | 7     | 9       | 7            | 7        | 30     |
| 8. | STAR 1 | Alice Stodůlková     | paso doble | „They Don't Care About Us“ (Michael Jackson) | 7     | 9       | 7            | 7        | 30     |

### 7. díl (11. prosince 2010)
Sedmý večer zatančit každý pár opět dva tance, jeden standardní a jeden latinskoamerický. Ve 2. části večera zatančily Petr Zuska a Petra Tirpák Kostovčíková sambu a Zdeněk Chlopčík a Tatiana Drexler paso doble.
Monika Absolonová a Václav Masaryk se rozloučily se soutěží tancem na píseň „El Beso Del Final“ od Christiny Aguilery z filmu Hříšný tanec 2.
| P  | Pár    | Pár               | Tanec     | Hudba                                     | Body  | Body    | Body         | Body     | Body   |
| P  | Pár    | Pár               | Tanec     | Hudba                                     | Zuska | Drexler | Kostovčíková | Chlopčík | Celkem |
| -- | ------ | ----------------- | --------- | ----------------------------------------- | ----- | ------- | ------------ | -------- | ------ |
| 1. | STAR 6 | Aneta Langerová   | quickstep | „Hey! Pachuco!“ (Royal Crown Revue/Maska) | 8     | 9       | 8            | 9        | 34     |
| 1. | STAR 6 | Michal Kurtiš     | quickstep | „Hey! Pachuco!“ (Royal Crown Revue/Maska) | 8     | 9       | 8            | 9        | 34     |
| 2. | STAR 1 | Pavel Kříž        | rumba     | „You Are Not Alone“ (Michael Jackson)     | 7     | 9       | 8            | 9        | 33     |
| 2. | STAR 1 | Alice Stodůlková  | rumba     | „You Are Not Alone“ (Michael Jackson)     | 7     | 9       | 8            | 9        | 33     |
| 3. | STAR 2 | Monika Absolonová | quickstep | „Sparkling Diamonds“ (Moulin Rouge!)      | 10    | 10      | 10           | 10       | 40     |
| 3. | STAR 2 | Václav Masaryk    | quickstep | „Sparkling Diamonds“ (Moulin Rouge!)      | 10    | 10      | 10           | 10       | 40     |
| 4. | STAR 6 | Aneta Langerová   | cha-cha   | „Like a Virgin“ (Madonna)                 | 9     | 8       | 9            | 8        | 34     |
| 4. | STAR 6 | Michal Kurtiš     | cha-cha   | „Like a Virgin“ (Madonna)                 | 9     | 8       | 9            | 8        | 34     |
| 5. | STAR 1 | Pavel Kříž        | tango     | „Hernando's Hideaway“ (Archie Bleyer)     | 9     | 8       | 8            | 9        | 34     |
| 5. | STAR 1 | Alice Stodůlková  | tango     | „Hernando's Hideaway“ (Archie Bleyer)     | 9     | 8       | 8            | 9        | 34     |
| 6. | STAR 2 | Monika Absolonová | cha-cha   | „Stayin' Alive“ (Bee Gees)                | 8     | 9       | 9            | 7        | 33     |
| 6. | STAR 2 | Václav Masaryk    | cha-cha   | „Stayin' Alive“ (Bee Gees)                | 8     | 9       | 9            | 7        | 33     |

### 8. díl – Finále (18. prosince 2010)
Během finálového večera byly korunováni král a královna tanečního parketu. Každý pár se představil čtyřikrát –⁠ zatančili svůj nejlepší standardní tanec, nejlepší latinskoamerický tanec, freestyle a nejlepší tanec podle výběru páru. Na parket se vrátili také vyřazené páry, které zatančili část jednoho ze svých tanců. Před samotným vyhlášením vítězného páru předvedly všichni účastníci IV. řady společný tanec za doprovodu Marka Ebena.
Závěrečnou písní IV. ročníku StarDance byla „Celebration“ od skupiny Kool & the Gang.
| P  | Pár    | Pár              | Tanec     | Hudba                                                                         | Body  | Body    | Body         | Body     | Body   |
| P  | Pár    | Pár              | Tanec     | Hudba                                                                         | Zuska | Drexler | Kostovčíková | Chlopčík | Celkem |
| -- | ------ | ---------------- | --------- | ----------------------------------------------------------------------------- | ----- | ------- | ------------ | -------- | ------ |
| 1. | STAR 1 | Pavel Kříž       | tango     | „Hernando's Hideaway“ (Archie Bleyer)                                         | 10    | 10      | 9            | 10       | 39     |
| 1. | STAR 1 | Alice Stodůlková | tango     | „Hernando's Hideaway“ (Archie Bleyer)                                         | 10    | 10      | 9            | 10       | 39     |
| 2. | STAR 6 | Aneta Langerová  | waltz     | „Horchat hai caliptus“ (Ishtar)                                               | 10    | 10      | 10           | 10       | 40     |
| 2. | STAR 6 | Michal Kurtiš    | waltz     | „Horchat hai caliptus“ (Ishtar)                                               | 10    | 10      | 10           | 10       | 40     |
| 3. | STAR 1 | Pavel Kříž       | samba     | „Conga“ (Gloria Estefan)                                                      | 10    | 10      | 10           | 10       | 40     |
| 3. | STAR 1 | Alice Stodůlková | samba     | „Conga“ (Gloria Estefan)                                                      | 10    | 10      | 10           | 10       | 40     |
| 4. | STAR 6 | Aneta Langerová  | jive      | „Great Balls of Fire“ (Jerry Lee Lewis)                                       | 9     | 9       | 9            | 9        | 36     |
| 4. | STAR 6 | Michal Kurtiš    | jive      | „Great Balls of Fire“ (Jerry Lee Lewis)                                       | 9     | 9       | 9            | 9        | 36     |
| 5. | STAR 1 | Pavel Kříž       | freestyle | „Queen of the Night“ (Whitney Houston)                                        | 9     | 10      | 10           | 10       | 39     |
| 5. | STAR 1 | Alice Stodůlková | freestyle | „Queen of the Night“ (Whitney Houston)                                        | 9     | 10      | 10           | 10       | 39     |
| 6. | STAR 6 | Aneta Langerová  | freestyle | „(I've Had) The Time of My Life“ (Bill Medley & Jennifer Warnes/Hříšný tanec) | 9     | 9       | 10           | 10       | 38     |
| 6. | STAR 6 | Michal Kurtiš    | freestyle | „(I've Had) The Time of My Life“ (Bill Medley & Jennifer Warnes/Hříšný tanec) | 9     | 9       | 10           | 10       | 38     |
| 7. | STAR 1 | Pavel Kříž       | cha-cha   | „Black or White“ (Michael Jackson)                                            | —     | —       | —            | —        | —      |
| 7. | STAR 1 | Alice Stodůlková | cha-cha   | „Black or White“ (Michael Jackson)                                            | —     | —       | —            | —        | —      |
| 8. | STAR 6 | Aneta Langerová  | tango     | „Tanguera“ (Sexteto Mayor)                                                    | —     | —       | —            | —        | —      |
| 8. | STAR 6 | Michal Kurtiš    | tango     | „Tanguera“ (Sexteto Mayor)                                                    | —     | —       | —            | —        | —      |